# Ulrich Bogislaus von Bonin
Ulrich Bogislaus von Bonin (* 28. September 1682 in Karzin; † 9. Januar 1752) war ein deutscher Dichter evangelischer geistlicher Lieder. 

## Leben

### Herkunft
Ulrich Bogislaus war ein Abkömmling der pommerschen Familie Bonin. Sein Vater war Christoph Ulrich von Bonin (* 1654, getauft 6. August 1654, † 10. Dezember 1700), Herr auf Karzin, Amtshauptmann zu Bublitz, kurbrandenburgischer Landkammerrat, kurbrandenburgischer Rittmeister a. D. im Regiment von Flemming zu Pferde. Seine Mutter war Magdalene von Bonin, geborene von Puttkamer aus dem Hause Treblin (* 15. März 1659 zu Treblin, † 15. Dezember 1692 zu Karzin). Anselm Christoph von Bonin (1685–1755) war sein jüngerer Bruder. 

### Werdegang
Bereits als Zehnjähriger verlor er 1692 seine Mutter, als Achtzehnjähriger 1700 auch seinen Vater. Seine Familie hatte ihn für die Offizierslaufbahn in der preußischen Armee vorgesehen. Er begann 1700 als Freikorporal und wurde 1704 Fähnrich. Als Soldat machte er vier Feldzüge mit. 
Im Jahre 1710 verließ er den Dienst und ging an die Universität Halle, wo er Theologie studierte. Doch bereits 1711 nahm er das Angebot an, Hofmeister für den jungen Grafen Heinrich XXIX. (1699–1742) von Reuß-Ebersdorf zu werden. 
Als Heinrich XXIX. an die Regierung kam, wurde Bonin sein Ratgeber und blieb am reichsgräflichen Hofe zu Ebersdorf. Graf Heinrich XXIX. wurde ein engagierter Vertreter der evangelischen Glaubensrichtung der Herrnhuter Brüdergemeine. Bonin stand den Herrnhutern nahe, ohne jedoch völlig zu ihnen überzutreten. Ulrich Bogislaus von Bonin starb 1752 und wurde in der Kirche von Ebersdorf beerdigt.

### Familie
Er war zweimal verheiratet. Er heiratete am 2. Februar 1720 Auguste Sophie von Geusau (* 10. Oktober 1697; † 2. März 1732). Tochter des braunschweig-lüneburgischen Kammerherren und Domherren Günther von Geusau und Johann Ursula, geborene Freiin von Rehdinger. Das Paar hatte mehrere Kinder, darunter:
- Heinrich Karl Anton (* 5. Dezember 1720; † Juni 1784), Oberhofmeister in Greiz ⚭ Susanna Rosine von Zajonczek († 11. November 1800)
- Christian Ludwig August (* 16. September 1722; † 1. November 1773), Oberstleutnant, Kommandeur des Dragoner-Regiments (Nr. 8) ⚭ Auguste Hedwig von Bonin († 1775)
- Benigna Sophie Eleonore (* 24. Mai 1724; † 25. Mai 1727), starb an Blattern, begraben in der Kirche in Ebersdorf
- Erdmann Heinrich Christian (* 22. Juli 1726; † 6. September 1731)
- Ernestine Benigna Sophie (* 27. Mai 1727; † 1. März 1742)
- Christian Friedrich Heinrich (* 31. August 1730; † 24. September 1801), Consitorial-Präsident der Regierung in Gera ⚭ 8. November 1761 Luise Amalie von Dieskau (* 17. Juni 1743; † 20. Januar 1826)
- Ermuthe Sophie August (* 2. März 1732; † 18. Oktober 1814) ⚭ 24. März 1760 Georg Friedrich von Horn († 1. Dezember 1775), Vize-Kanzler von Glückstadt

Nach dem Tod seiner ersten Frau im Kindbett heiratete er 1734 erneut, Johann Sophie Eleonore Charlotte von Wegern (1710–1783), Tochter des Stallmeister Franz von Wegern und dessen Ehefrau, einer geborenen von Seckini. Das Paar hatte Kinder:
- Friedericke Sophie Eleonore (* 30. Januar 1739; † 1. Februar 1740)
- Charlotte Ulrike (* 29. Oktober 1745; † nach 1760 unverheiratet)

## Werke
- Der von Hertzen Demüthige. Oder ein sehr heilsamer Tractat von der christlichen Demuth. 1732.
- Girrendes Täublein. Das ist: Gebundene Seufzerlein eines mit Gott verbundenen Hertzens. London, 1751.

Digitalisat in der Digitalen Bibliothek Mecklenburg-Vorpommern
Ulrich Bogislaus von Bonin dichtete zahlreiche evangelische geistliche Lieder, darunter
- „Wie gut ist’s doch in Gottes Armen“;
- „Beglückter Stand getreuer Seelen“;
- „Wie töricht handelt doch ein Herze“;
- „Richte, Gott, mir meinen Willen“;
- „Trag mich Armen aus Erbarmen“.